# Гай Абурний Валент
Гай Абурний Валент (лат. Gaius Aburnius Valens) — римский политический деятель первой половины II века.
О происхождении Валента нет никаких сведений. Данные о его карьере исчерпываются упоминанием в ряде надписей о том, что в 109 году он занимал должность консула-суффекта вместе с Гаем Юлием Прокулом. Дальнейшая биография Валента не известна.
Его сыном был представитель юридической школы сабинианцев Луций Фульвий Абурний Валент.